# Fiesta - I grandi successi
Fiesta - I grandi successi è il ventitreesimo album della cantante pop Raffaella Carrà, il disco è una raccolta di remix pubblicata e distribuita nel 1999 in Italia dall'etichetta discografica RCA.

## Il disco
Raccolta pubblicata sull'onda del grande successo ottenuto dalla seconda edizione del programma televisivo di Rai 1 Carràmba! Che fortuna, sequel delle precedenti 3 edizioni dell'analogo spettacolo Carràmba! Che sorpresa, sempre ideato e condotto da Raffaella.
Raccoglie 16 nuove registrazioni di brani precedenti della discografia della cantante, completamente riarrangiati. Questo disco può essere considerato il ventesimo album studio dell'artista.
Contiene gli inediti: Satana, scritto da Franco Bracardi (musica) e Gianni Boncompagni con la stessa Raffaella (testo), Presidance, cantato con il gruppo Elio e le storie tese i cui membri suonano e sono autori del brano.
L'album è stato pubblicato in formato CD jewel case con il supporto del disco dorato e trasparente, MC e digipak. È accompagnato da un libretto di otto facciate con le fotografie a colori di Marinetta Saglio, i testi dei due inediti e una nota di presentazione di Gianni Boncompagni, infine è disponibile per i servizi di download digitale e streaming. L'album è stato certificato disco per le copie vendute.
Presidance e Fiesta sono stati pubblicati separatamente su due CD singoli promozionali (del secondo è vietata la vendita).
Fiesta e 0303456 sono gli unici due brani dell'album cantati in spagnolo, il secondo in duetto con l'attrice e cantante uruguaiana Natalia Oreiro.
Il 10 luglio 2023 "Ballo Ballo" viene certificato disco d'oro per le oltre 25 mila copie vendute.

## Versioni internazionali
Su CD e MC in Spagna e Argentina hanno titolo Fiesta - Grandes Éxitos e i brani cantati in spagnolo, tranne Rumore, Mix sigle e i due inediti (RCA 74321 72037).
In Russia è stata distribuita la versione in italiano (RCA/BMG 74321 96515).

## Tracce
Edizioni musicali BMG Ricordi.
1. Rumore – 3:35 (testo: Andrea Lo Vecchio – musica: Guido Maria Ferilli)
2. Tuca tuca – 2:40 (testo: Gianni Boncompagni – musica: Franco Pisano)
3. Mix sigle (medley) – 4:57 (AA.VV.)
4. Forte forte forte – 3:42 (testo: Cristiano Malgioglio – musica: Franco Bracardi)
5. A far l'amore comincia tu – 2:38 (testo: Daniele Pace – musica: Franco Bracardi)
6. Bobo step – 3:34 (testo: Gianni Boncompagni – musica: Dennis Morgan)
7. Fiesta – 3:17 (testo: Gianni Boncompagni, Luis Gómez Escolar – musica: Franco Bracardi, Paolo Ormi)
8. E salutala per me – 4:06 (testo: Gianni Boncompagni – musica: Franco Bracardi)
9. Pedro – 2:39 (testo: Gianni Boncompagni – musica: Gianni Boncompagni, Franco Bracardi, Paolo Ormi)
10. 0303456 (feat. Natalia Oreiro) – 3:21 (Gianni Boncompagni)
11. Tanti auguri – 3:53 (testo: Gianni Boncompagni, Daniele Pace – musica: Gianni Boncompagni, Paolo Ormi)
12. Che dolor – 3:04 (testo: Daniele Pace – musica: Danilo Vaona, Gianni Gastaldo)
13. Torna da me – 2:44 (testo: Gianni Belfiore, Gianni Boncompagni – musica: Franco Bracardi)
14. Ballo ballo – 3:01 (testo: Gianni Boncompagni – musica: Gianni Boncompagni, Franco Bracardi)
15. Satana – 3:14 (testo: Gianni Boncompagni, Raffaella Carrà – musica: Franco Bracardi) – Inedito
16. Presidance (feat. Elio e le storie tese) – 3:27 (Elio, Cesareo, Faso, Rocco Tanica; edizioni musicali Aspirine) – Inedito

## Formazione

### Artisti
- Raffaella Carrà – voce
- Natalia Oreiro – voce in 0303456
- Elio e le storie tese – in Presidance
  - Elio – voce e cori
  - Faso – basso, cori
  - Christian Meyer – batteria, cori
  - Cesareo – chitarra, cori
  - Rocco Tanica – tastiere, cori

### Altri musicisti
- Sergio Dall'Ora, Luca Degani – arrangiamenti in 1,5,7,8,9,12,14,15
- Stefano Acqua, Stefano Magnanesi – arrangiamenti altri brani
- Annamaria di Marco, Barbara Boncompagni – cori in E salutala per me
- Stefania Del Prete, Stefano Acqua, Stefano Magnanensi – cori altri brani